# Кубок Бангладеш з футболу
Кубок Бангладеш з футболу (Кубок Федерації футболу Бангладеш) — футбольний клубний турнір в Бангладеш, який проводиться під егідою Федерації футболу Бангладеш.

## Історія
У окремі роки в турнірі брали участь команди з Індії. У 1990, 1992, 1993, 1996, 1998, 2004, 2006 і 2007 роках з різних причин змагання не проводились.

## Формат
У турнірі беруть участь команди з Прем'єр-ліги, а також інші команди із Бангладеш. Розіграш кубка проводиться у два етапи. Спочатку змагання у групах, де команди проводять по одному матчу між собою, а потім плей-оф, де команди визначаються переможця турніру. У плей-оф переможець пари визначається за підсумками одного матчу. Більшість матчів турніру проводиться на головній футбольній арені країни Національному стадіоні Бангабанду.

## Фінали
| Рік     | Переможець                       | Фіналіст                                             | Рахунок                    |
| ------- | -------------------------------- | ---------------------------------------------------- | -------------------------- |
| 1980    | Мохамеддан & Бразерс Юніон       | (обидва фіналісти вважались переможцями турніру)     | 0-0                        |
| 1981    | Мохамеддан                       | Абахані Кріра Чакра                                  | 2-0                        |
| 1982    | Абахані Кріра Чакра & Мохамеддан | (обидва фіналісти вважались переможцями турніру)     | 0-0                        |
| 1983    | Мохамеддан                       | Абахані Кріра Чакра                                  | 2-0                        |
| 1984    | Мохамеддан & Абахані Кріра Чакра | (Фінальний матч був не завершений через заворушення) | 0-0(до початку заворушень) |
| 1985    | Абахані Кріра Чакра              | Бразерс Юніон                                        | 1-0                        |
| 1986    | Абахані Кріра Чакра              | Бразерс Юніон                                        | 2-1                        |
| 1987    | Мохамеддан                       | Дакка Вондерерс                                      | 1-0                        |
| 1988    | Абахані Лімітед                  | Мохамеддан                                           | 1-0                        |
| 1989    | Мохамеддан                       | Абахані Лімітед                                      | 2-1 дч                     |
| 1991    | Бразерс Юніон                    | Мохамеддан                                           | 0-0 дч пен. 4-2            |
| 1994    | Муктіджоддха Сангсад             | Абахані Лімітед                                      | 3-2                        |
| 1995    | Мохамеддан                       | Абахані Лімітед                                      | 0-0 дч пен. 6-5            |
| 1997    | Абахані Лімітед                  | Арамбах Кріра Сангха                                 | 2-1                        |
| 1999    | Абахані Лімітед                  | Муктіджоддха Сангсад                                 | 0-0 дч пен. 5-3            |
| 2000    | Абахані Лімітед                  | Мохамеддан                                           | 2-1                        |
| 2001    | Муктіджоддха Сангсад             | Арамбах Кріра Сангха                                 | 3-0                        |
| 2002    | Мохамеддан                       | Муктіджоддха Сангсад                                 | 2-0                        |
| 2003    | Муктіджоддха Сангсад             | Мохамеддан                                           | 2-1 дч                     |
| 2005    | Бразерс Юніон                    | Муктіджоддха Сангсад                                 | 1-0                        |
| 2008    | Мохамеддан                       | Абахані Лімітед                                      | 1-1 дч пен. 3-2            |
| 2009    | Мохамеддан                       | Абахані Лімітед                                      | 0-0 дч пен. 4-1            |
| 2010    | Абахані Лімітед                  | Шейх Джамал Дхамонді Клаб                            | 5-3 дч                     |
| 2011-12 | Шейх Джамал Дхамонді Клаб        | Тім БДМК                                             | 3-1                        |
| 2012    | Шейх Руссель                     | Шейх Джамал Дхамонді Клаб                            | 2-1 дч                     |
| 2013    | Шейх Джамал Дхамонді Клаб        | Муктіджоддха Сангсад                                 | 1-0                        |
| 2015    | Шейх Джамал Дхамонді Клаб        | Муктіджоддха Сангсад                                 | 6-4 дч                     |
| 2016    | Абахані Лімітед                  | Арамбах Кріра Сангха                                 | 1-0                        |
| 2017    | Абахані Лімітед                  | Абахані Читтаґонґ                                    | 3-1                        |
| 2018    | Абахані Лімітед                  | Башундхара Кінгс                                     | 3-1                        |
| 2019-20 | Башундхара Кінгс                 | Рахматжанж МФС                                       | 2-1                        |
| 2020-21 | Башундхара Кінгс                 | Саїф Спортінг Клаб                                   | 1-0                        |
| 2021-22 | Абахані Лімітед                  | Рахматжанж МФС                                       | 2-1                        |
| 2022-23 | Мохамеддан                       | Абахані Лімітед                                      | 4-4 дч пен. 4-2            |
| 2023-24 | Башундхара Кінгс                 | Мохамеддан                                           | 2-1 дч                     |
| 2024-25 | Башундхара Кінгс                 | Абахані Лімітед                                      | 1-1 дч пен. 5-3            |

## Титули за клубами
| Команда                   | Перемоги | Фінали | Роки перемог                                                               | Роки фіналів                                               |
| ------------------------- | -------- | ------ | -------------------------------------------------------------------------- | ---------------------------------------------------------- |
| Абахані Лімітед           | 12       | 9      | 1982*, 1985, 1986, 1988, 1997, 1999, 2000, 2010, 2016, 2017, 2018, 2021-22 | 1981, 1983, 1989, 1994, 1995, 2008, 2009, 2022-23, 2024-25 |
| Мохамеддан                | 11       | 5      | 1980*, 1981, 1982*, 1983, 1987, 1989, 1995, 2002, 2008, 2009, 2022-23      | 1988, 1991, 2000, 2003, 2023-24                            |
| Башундхара Кінгс          | 4        | 1      | 2019-20, 2020-21, 2023-24, 2024-25                                         | 2018                                                       |
| Муктіджоддха Сангсад      | 3        | 5      | 1994, 2001, 2003                                                           | 1999, 2002, 2005, 2013, 2015                               |
| Бразерс Юніон             | 3        | 2      | 1980*, 1991, 2005                                                          | 1985, 1986                                                 |
| Шейх Джамал Дхамонді Клаб | 3        | 2      | 2011–12, 2013, 2015                                                        | 2010, 2012                                                 |
| Шейх Руссель              | 1        | 0      | 2012                                                                       |                                                            |
| Арамбах Кріра Сангха      | 0        | 3      |                                                                            | 1997, 2001, 2016                                           |
| Рахматжанж МФС            | 0        | 2      |                                                                            | 2019-20, 2021-22                                           |
| Дакка Вондерерс           | 0        | 1      |                                                                            | 1987                                                       |
| Тім БДМК                  | 0        | 1      |                                                                            | 2011–12                                                    |
| Абахані Читтаґонґ         | 0        | 1      |                                                                            | 2017                                                       |
| Саїф Спортінг Клаб        | 0        | 1      |                                                                            | 2020-21                                                    |